# St. Rosakerk
De St. Rosakerk, ook Rosakerk genoemd, is een rooms-katholieke kerk uit 1911, gelegen aan de Prinsenstraat 10 te Paramaribo, Suriname. De patroonheilige van de kerk is de heilige Rosa van Lima. De kerk behoort tot het Bisdom Paramaribo. Het gebouw is onderdeel van de historische binnenstad van Paramaribo, die in 2002 door UNESCO aan de Werelderfgoedlijst is toegevoegd.

## Geschiedenis
Rond 1850 hadden de paters redemptoristen in Paramaribo enkel de Sint-Petrus-en-Pauluskerk en zij hadden behoefte aan een nieuwe kerk in het zuidelijk deel van de stad.
Via een stroman betrokken zij een pand van de vrijmetselaars aan de Steenbakkersgracht.
In het begin bevond de kerk zich op de bovenverdieping en woonden de paters beneden. Dit werd al vrij snel omgedraaid. 
De paters begonnen hier vervolgens de St. Rosaschool met hulp van de Franciscanessen van Roosendaal. In 1914 telde deze lagere school voor meisjes 245 leerlingen.  
In 1860 kreeg deze kerk een opvolger, die vanaf 1865 parochiekerk was. Het interieur daarvan werd in 1870 onder leiding van bouwfrater Frans Harmes verbouwd. 
In 1911 werd de huidige St. Rosakerk aan de Prinsenstraat gebouwd en in gebruik genomen.
Achter de kerk werd een pastorie gebouwd, die tevens diende als klooster voor de redemptoristen. Deze locatie is na de Grote Pastorie aan de Henck Arronstraat het belangrijkste huis voor de paters redemptoristen in Suriname. De huisoverste van de St. Rosakerk werd net als die van de Grote Pastorie in Rome benoemd.

## Bouw
De houten St. Rosakerk is driebeukig waarbij de middenbeuk hoger is dan de twee zijbeuken. De kerk heeft twee symmetrische torens met spitsdaken aan de voorgevelzijde.
De zijbeuken en de lichtbeuk hebben gietijzeren spitsboogvensters met maaswerk. De drie toegangsdeuren aan de voorzijde hebben spitsvormige bovenlichten. Naar deze drie centraal geplaatste deuren loopt een stenen trap. Boven in de voorgevel bevindt zich een groot rond raam met maaswerk. De kerk is dezelfde geel-grijze kleuren geschilderd als de kathedraal.
De kerk heeft in de drie beuken platte plafonds. De plafonds van het schip en het koor zijn voorzien van houten latten, die gewelfsribben moeten voorstellen. In de kerk bevinden zich beelden van Alfonsus van Liguori en Gerardus Majella. De zeven vensters van het koor zijn vernieuwd; deze nieuwe vensters kwamen uit Nederland.
Voor de kerk bevindt zich een grot die in 2009 werd gebouwd. In de grot is een Mariabeeld geplaatst afkomstig van de parochie H. Antonius Abt in Den Haag .

## Afbeeldingen

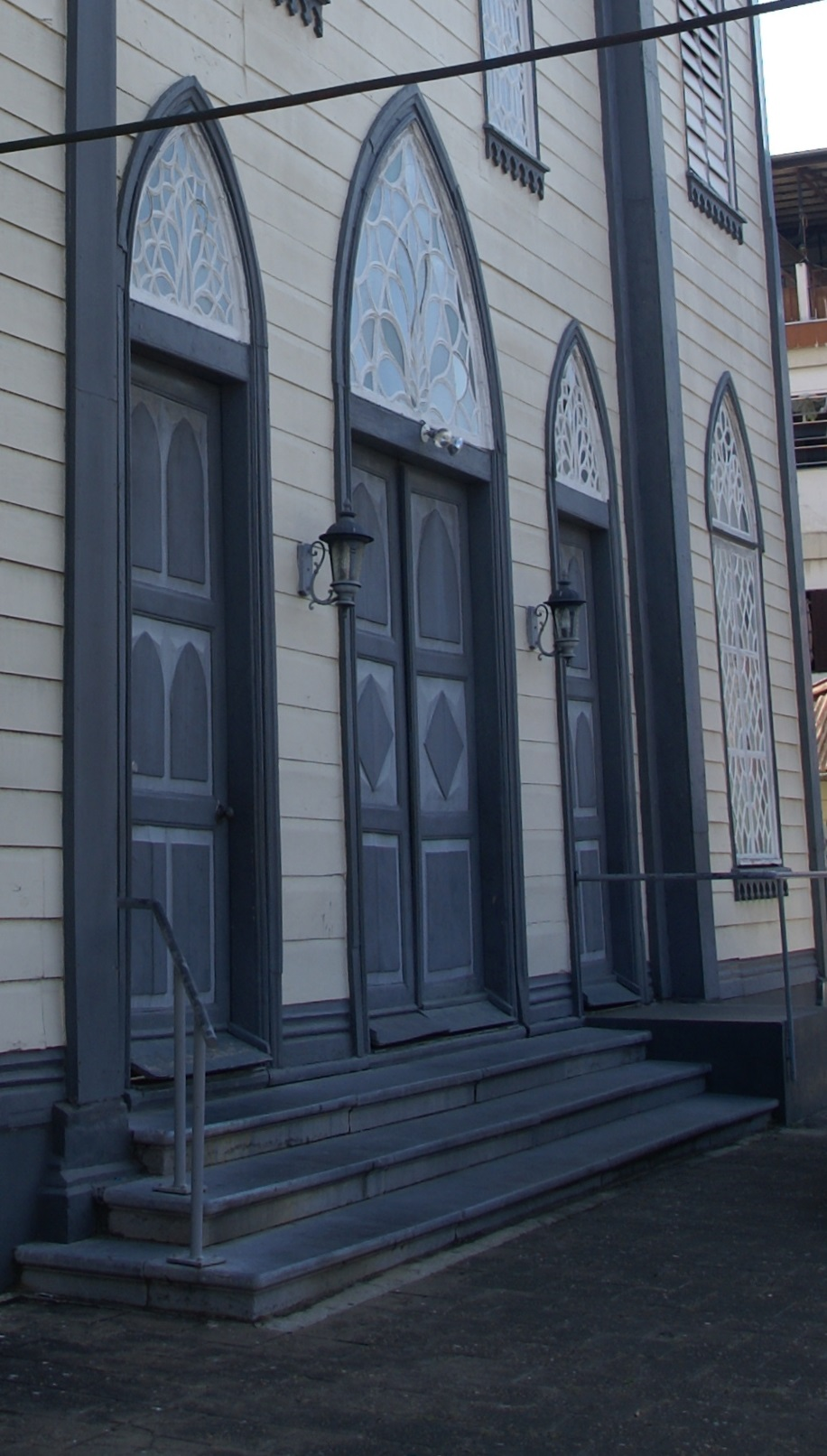
De drie deuren met bovenlicht en stenen trap in de westgevel.
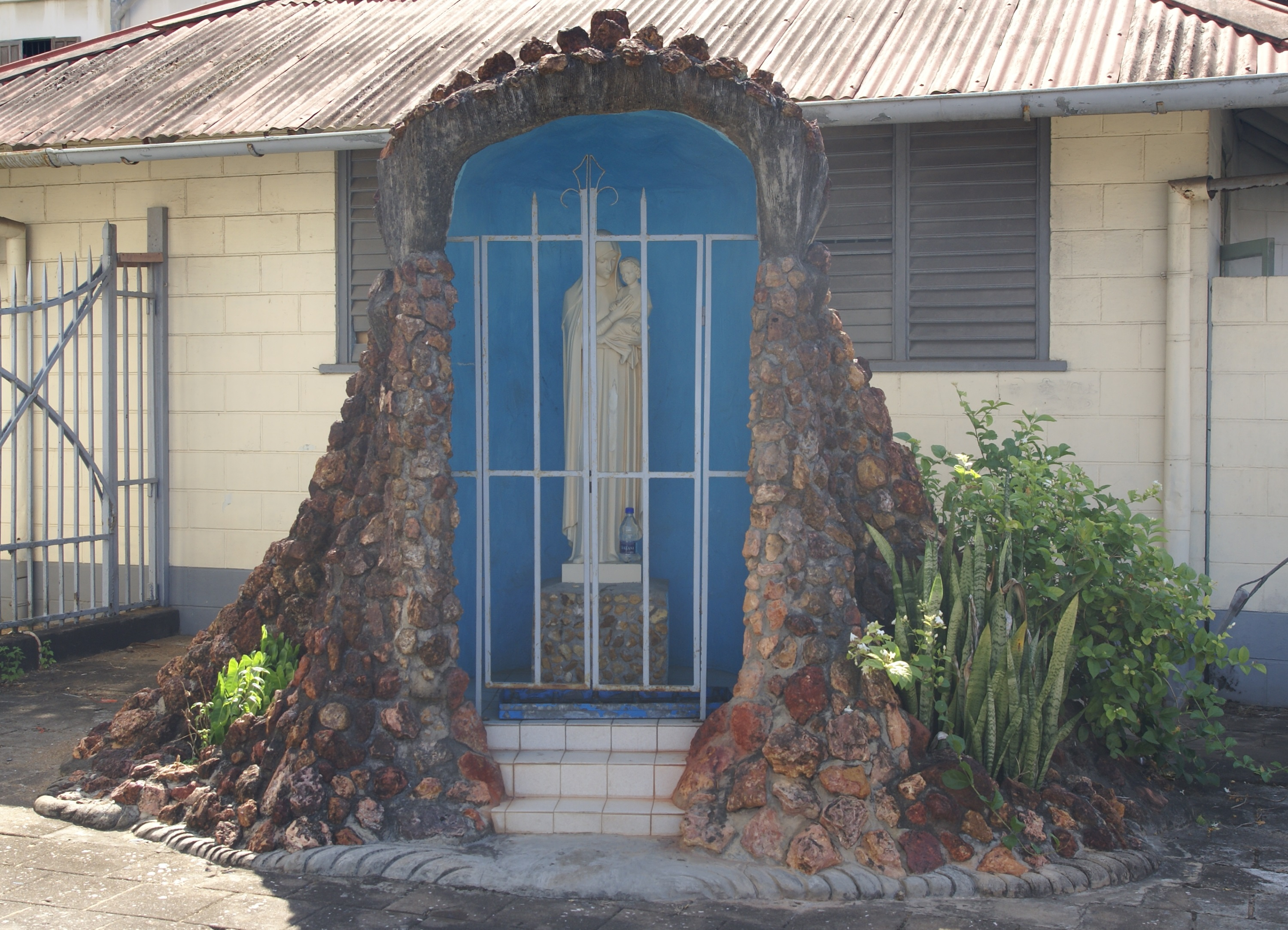
De 'grot' met Mariabeeld.
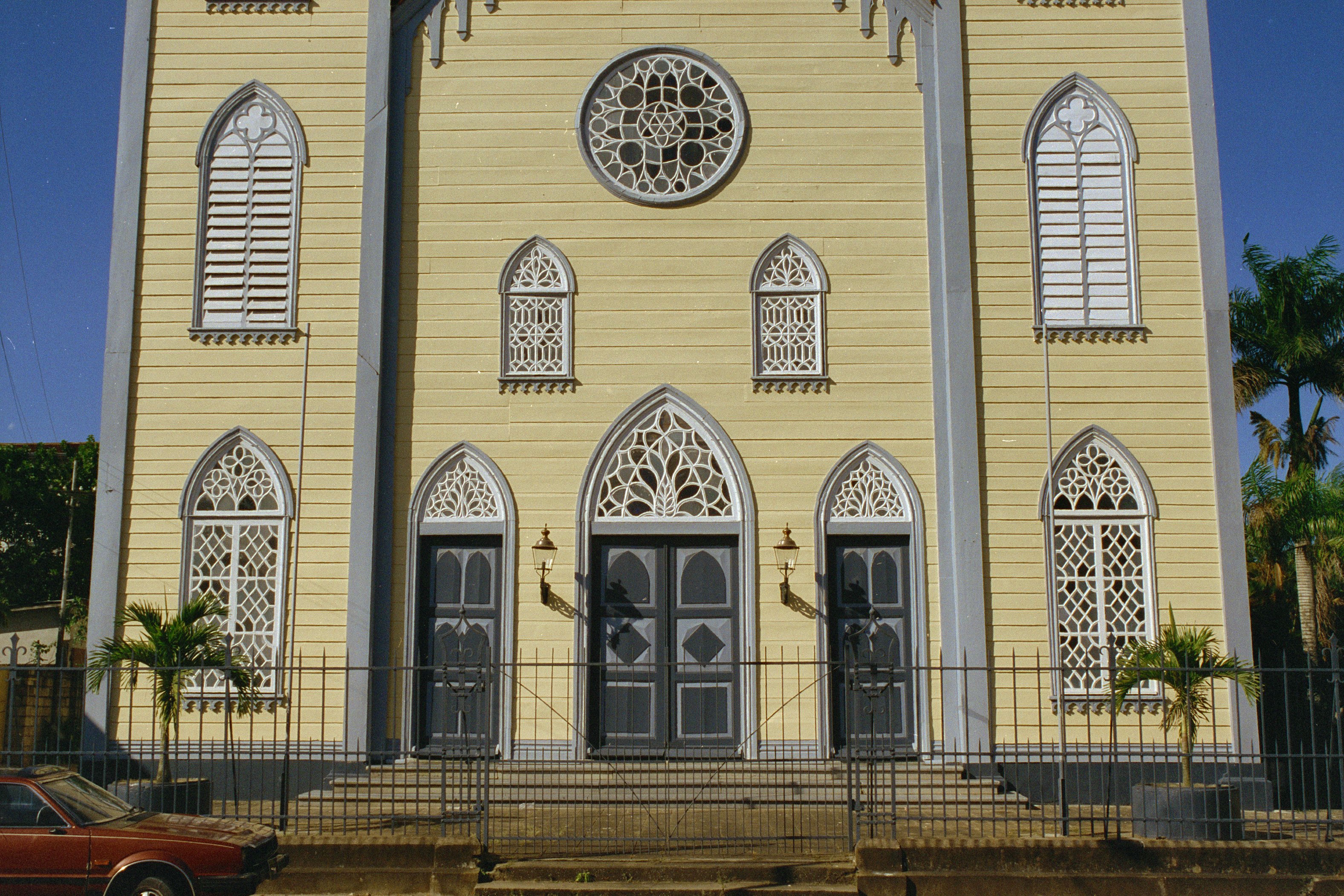
Onderste deel van de westelijke gevel met toegangsdeuren.